# Большая Умринка
Большая Умринка — река в России, протекает по Завьяловскому и Якшур-Бодьинскому районам Удмуртской Республики. Левый приток реки Иж, бассейн Камы.

## География
Большая Умринка начинается в лесу севернее посёлка Сокол на севере Завьяловского района. Течёт на запад, затем поворачивает на север. Впадает в Иж в 229 км от устья последнего. Населённых пунктов на Большой Умринке нет. Длина реки — 13 км.

## Данные водного реестра
По данным государственного водного реестра России относится к Камскому бассейновому округу, водохозяйственный участок реки — Иж от истока и до устья, речной подбассейн реки — бассейны притоков Камы до впадения Белой. Речной бассейн реки — Кама.
Код объекта в государственном водном реестре — 10010101212111100026920.